# Meuse (departament)
Meuse este un departament în estul Franței, situat în regiunea Grand Est. Este unul dintre departamentele Franței create în urma Revoluției din 1790. Este numit după râul Meuse ce traversează departamentul.

## Localități selectate

### Prefectură
- Bar-le-Duc

### Sub-prefecturi
- Commercy
- Verdun

## Diviziuni administrative
- 43 arondismente;
- 31 cantoane;
- 500 comune;